# Ron Steenbergen
Ron Steenbergen (20 maart 1966, Arnhem) is een Nederlands korfbalcoach en voormalig korfballer. Hij won tweemaal de prijs van Korfballer van het Jaar en won als speler en coach Nederlandse titels.
Steenbergen speelde ook voor het Nederlands korfbalteam en won in dienst van Oranje verschillende medailles.

## Speler
Steenbergen begon met korfbal bij Oost-Arnhem. Hij doorliep de jeugdteams en debuteerde in seizoen 1985-1986 op 19-jarige leeftijd in het 1e team onder coach Ronald Ligt.
Vanaf seizoen 1986-1987 veranderde er veel bij de club. Eerst kreeg de ploeg een nieuwe coach, namelijk Jan Wals. Ook sloot de club een toptransfer, want Erik Wolsink en Bram van der Zee werden gehaald. Hierdoor kreeg Oost-Arnhem een aanvallend impuls. Dit resulteerde erin dat Oost-Arnhem in de zaalcompetitie 1e werd in de Hoofdklasse A, waardoor het zich plaatste voor de zaalfinale. In de zaalfinale won Oost-Arnhem met 12-8 van PKC. Coach Wals werd na dit seizoen meteen uitgeroepen tot Beste Coach.
In seizoen 1987-1988 deed Oost-Arnhem wederom goede zaken. Eerst in januari 1988 de Europacup van 1988 gewonnen en in de eigen zaalcompetitie stond Oost-Arnhem voor het 2e jaar op rij in de zaalfinale. Ook dit seizoen was PKC de tegenstander en ook dit maal won Oost-Arnhem.
Na 2 zaaltitels verliet Bram van der Zee de club, maar Oost-Arnhem had met Bandi Csupor een nieuw talent klaar staan.
In seizoen 1988-1989 won de club eerst nog de Europacup van 1989 en werd de ploeg in de eigen zaalcompetitie wederom 1e, waardoor het wederom in de zaalfinale stond. Net als de 2 jaar ervoor was PKC de tegenstander, maar nu kreeg PKC sportieve wraak. Oost-Arnhem verloor met 11-8. Wel werd Steenbergen in dit seizoen uitgeroepen tot Beste Korfballer van het Jaar.
Oost-Arnhem had ondertussen gebroken met coach Jan Wals en Freek Keizer was de nieuwe hoofdcoach geworden. In seizoen 1989-1990 liet de ploeg toch wat steken vallen en miste het in de zaalcompetitie op 1 punt na de zaalfinale. Hetzelfde gebeurde in de veldcompetitie, want ook hier kwam de ploeg 1 punt tekort om zich te plaatsen voor de nacompetitie.
In het seizoen erna, 1990-1991 deed de ploeg het beter dan het seizoen ervoor. Met de nieuwe aangestelde coach Aart Schalk en nieuw gehaalde speler Rob Edelenbos plaatste de ploeg zich in de zaalcompetitie weer voor de zaalfinale. In de finale kwam Oost-Arnhem uit tegen Deetos, maar Oost-Arnhem verloor met 12-10. In de veldcompetitie werd Oost-Arnhem 2e in de Hoofdklasse B waardoor het zich had geplaatst voor de kruisfinale. Echter ging het hier mis tegen ROHDA en miste Oost-Arnhem een plek in de veldfinale. 
Ook in seizoen 1991-1992 was Oost-Arnhem er dichtbij, maar lukte het net niet helemaal. In de zaal werd de ploeg 2e en miste zo de zaalfinale. In de veldcompetitie werd de ploeg ook 2e, maar dit was voldoende voor nacompetitie. Echter verloor Oost-Arnhem de kruisfinale van ROHDA met 13-7.
In de seizoenen erna zakte de ploeg in de ranglijsten tot seizoen 1994-1995. In dit seizoen werd oud speler Erik Wolsink de nieuwe coach en in dit seizoen werd ploeggenoot Frank van het Kaar topscoorder. Oost-Arnhem plaatste zich voor de zaalfinale. In de eindstrijd was echter Deetos te sterk met 15-13. In de veldcompetitie stond de ploeg na de competitie op een 2e plaats in de Kampioenspoule A, wat voldoende was voor de kruisfinale. Dit maal won Oost-Arnhem de kruisfinale van Deetos, waardoor Steenbergen voor de eerste keer in zijn carrière ook in de veldfinale stond. In de finale won PKC van Oost-Arnhem met 23-21. Oost-Arnhem was wel helemaal terug aan de top.
In seizoen 1995-1996 ging het de ploeg voor de wind. Net als vorig seizoen werd de zaalfinale gehaald. In deze eindstrijd won Oost-Arnhem met 20-13 van AKC Blauw-Wit waardoor de club weer Nederlands zaalkampioen was. Steenbergen werd uitgeroepen tot Beste Korfballer van het Jaar, Wolsink werd Beste Coach en Steenbergen's vriendin Jitte Bukkens werd verkozen tot Beste Korfbalster van het Jaar.
Oost-Arnhem speelde als Nederlands zaalkampioen in de Europacup van 1997. De ploeg won de poulefase gemakkelijk en kwam in de finale tegen het Belgische Catba te staan. In een spannende finale won Catba de finale met 20-19. In de eigen competitie werd de ploeg 3e in de zaal, maar de deed de ploeg het beter in de veldcompetitie. Na de reguliere competitie hadden zowel Oost-Arnhem als Die Haghe 20 punten. Om te bepalen welke ploeg 1e zou worden en zich dus zou plaatsen voor de veldfinale moest er een beslissingsduel worden gespeeld. Deze werd gewonnen door Oost-Arnhem met 16-15, waardoor Steenbergen voor de tweede keer in zijn loopbaan in de veldfinale stond. Oost-Arnhem won de finale met 27-17 van Nic..
Deze veldtitel zou het laatste wapenfeit van Steenbergen zijn. In seizoen 1997-1998 speelde Oost-Arnhem geen rol van betekenis in de competitie. Dit was het laatste seizoen van Steenbergen als speler.

## Oranje
Steenbergen speelde 29 officiële interlands voor het Nederlands korfbalteam.

## Erelijst als speler
- Nederlands zaalkampioen, 3x (1987, 1988 en 1996)
- Europacup zaalkampioen, 2x (1988, 1989)
- Nederlands veldkampioen, 1x (1997)
- Prijs voor Korfballer van het Jaar, 2x (1989 en 1996)

## Coach
Na zijn imposante carrière als speler werd Steenbergen coach. Van 2003-2005 was hij hoofdcoach van Oost-Arnhem. Hierna richtte hij zich op de jeugd van Oost-Arnhem en was tot 2011 de coach van de A1 jeugd.

### Dalto
Na zijn hele carrière bij Oost-Arnhem ging Steenbergen in 2011 aan de slag als coach bij Dalto uit Driebergen. De ploeg acteerde in de Korfbal League en had het lastig. De ploeg eindigde in 2011 in de middenmoot en wilde weer meedoen om de prijzen.
In zijn eerste seizoen, 2011-2012, werd Dalto 5e en miste net de play-offs in de zaal. In datzelfde In seizoen 2012-2013 werd Dalto 7e, maar het seizoen erop revancheerde de ploeg zich. In 2013-2014 werd de ploeg 4e en haalde het de play-offs. Echter bleek PKC te sterk en Dalto mocht de kleine finale spelen. In deze troostfinale bleek Fortuna te sterk, maar desondanks was Dalto weer terug bij de top van Nederland.

### Terug bij Oost-Arnhem
In 2014 ging Steenbergen weer terug naar Oost-Arnhem. De ploeg was afgedwaald naar de Overgangsklasse en de taak van Steenbergen was om de ploeg weer op de rit te krijgen.
In 2015 lukte dit wel op het veld. De ploeg promoveerde naar de Hoofdklasse. In de zaal gebeurde dit pas in 2018.
In december 2019 maakte Steenbergen bekend om na seizoen 2019-2020 te stoppen als hoofdcoach bij Oost-Arnhem.

### Wageningen en Oost Arnhem tegelijk
Voor seizoen 2020-2021 werd Steenbergen de nieuwe hoofdcoach van KV Wageningen. Hij verving vertrekkend coach Erik van Brenk.
In dit seizoen gebeurde iets opmerkelijks. Vanwege COVID-19 besloot de korfbalbond dat in het zaalseizoen enkel de Korfbal League mocht spelen. Hierdoor kwam het zaalseizoen van Wageningen te vervallen, want dat kwam uit in de Hoofdklasse.
Oost-Arnhem speelde wel in de Korfbal League dit seizoen, maar brak op 11 januari 2021 met coach Hugo van Woudenberg, de vervanger van Steenbergen. Oost-Arnhem vroeg aan Steenbergen om interim weer de coachingsrol op zich te nemen. Aangezien Wageningen niet in actie zou komen in het zaalseizoen, gaf Steenbergen zijn akkoord op de job bij Oost-Arnhem.

## Erelijst als coach
- Nederlands veldkampioen, 1x (2012) namens Dalto